# Henri Peña-Ruiz
Henri Peña-Ruiz es un filósofo y escritor francés, doctor y catedrático de filosofía en la Escuela de Estudios Políticos de París. Fue miembro de la Comisión Stasi para la aplicación del principio de laicidad en Francia. Es autor, entre otros, del libro Antología laica.

## Biografía
Nacido en Francia de padres exiliados originarios de la provincia de Burgos (cuando esta provincia aún pertenecía a la antigua región histórica Castilla la Vieja), Henri Peña-Ruiz es un defensor del valor de la solidaridad y un experto en laicismo que considera la base fundamental de la universalidad. Por su formación fue elegido en el año 2003 como uno de los veinte sabios de la Comisión Stasi, comisión presidida por Bernard Stasi y encargada de la aplicación de los principios laicos en la República Francesa siendo presidente Jacques Chirac. En el Liceo de Sèvres, donde comenzó su carrera de profesor en los años 1970, tuvo, entre otros, como alumno al conocido músico Manu Chao.
Henri Peña-Ruiz clasifica la creencia y la fe entre las opciones espirituales, entre las que también se encuentran el agnosticismo y el ateísmo. Se opone a la manipulación y preeminencia de la religión, que por sus postulados mesiánicos, milenaristas y utópicos acaba conduciendo a la violencia extrema, como ocurrió en la Masacre de San Bartolomé, y quiere dar al laicismo toda la dimensión universal que está en su esencia. Como uno de los fundamentos del laicismo defiende la libertad de conciencia -dentro de la que cabe, entre otras opciones, la libertad religiosa-.

## Laicidad y republicanismo:Marianne

### Dieu et Marianne: philosophie de la laïcité
En el libro Dieu et Marianne: philosophie de la laïcité -Dios y Marianne: filosofía de la laicidad- (publicado en español como La Emancipación Laica. Filosofía de la laicidad), desarrolla Peña-Ruiz una filosofía del laicismo. Marianne (la representación femenina de la República Francesa) no es ni atea ni creyente, es la República, que aunque ofrece más libertad de creencias religiosas debe velar porque éstas no se apropien del derecho de todos los ciudadanos a contribuir a la toma de decisiones políticas basadas en el interés general y no en el particular de cada religión.
Henri Peña-Ruiz denuncia el laicismo denominado "abierto" o "plural" como un desafío encubierto a los principios del laicismo que, por definición, es abierto. Una mala interpretación de la tolerancia del laicismo supuestamente "abierto" o "plural" confunde los principios básicos y al hacer concesiones a los comunitarismos quiebra la unidad de la ley que, en el sistema republicano, nos protege de los grupos de presión. El respeto a los distintos credos y comunidades no debe permitir que sus particularidades alteren los principios básicos de la convivencia en una sociedad republicana. Para él, la justicia social y el "régimen jurídico" (las leyes) son medios adicionales de defensa del laicismo. En el Discours du Latran, de 20 de diciembre de 2007, el presidente Nicolas Sarkozy presentó un concepto de "laicidad positiva" de naturaleza similar a la laicidad "plural" que Henri Peña-Ruiz y otros muchos autores critican como una interpretación confesional de los principios de la república y una transgresión de los principios de la ley francesa de 9 de diciembre de 1905 relativa a la separación de la Iglesia y el Estado.

## Defensa de la escuela ilustrada frente a la pedagogía

### Qu'est-ce que l'école?
Henri Peña-Ruiz, en su libro "Qu'est-ce que l'école?" (Gallimard, 2005) entiende y define la escuela como parte esencial del humanismo y del republicanismo, por lo que debe mantener fidelidad a los principios de la Ilustración. En las palabras de Bachelard, la escuela no es para la sociedad, sino que la sociedad es para la escuela. En este trabajo, Henri Peña-Ruiz ataca las devastadoras y desconcertantes consignas de la pedagogía: tales como la colocación del estudiante en el centro del sistema educativo o la necesidad de la transdisciplinariedad. La pedagogía es muy progresista, pero ignora el significado de la escuela, como el conocimiento, que son emancipatorios. Es significativo que la pedagogía haya hecho del enciclopedismo una mancha, olvidando la labor de D'Alembert y Diderot. La pedagogía confunde el conocimiento y la información, el valor interno de los conocimientos y las condiciones psicológicas del aprendizaje. Básicamente, la pedagogía realiza una transferencia a la Escuela del legítimo deseo de transformar la sociedad. Pero resulta desalentadora para los profesores su difusión ya que ha contribuido a la ruina de la escuela y a su misión de igualdad y la emancipación. La pedagogía ayuda a limitar a cada alumno en su entorno inmediato, en lugar de promover su liberación.

## El hombre delsigloXXI

### Le Roman du monde
En Le Roman du monde, muestra, a través de las leyendas y los mitos fundadores de la filosofía cuáles son las grandes cuestiones que desafían al hombre del siglo XXI entre las que destacan la ansiedad sobre la muerte y el deseo de progreso técnico.

### Antología laica
En su libro de 2009 Antología laica. 66 textos comentados para comprender el laicismo, escrito junto a y César Tejedor de la Iglesia comentan, desde una mirada laica, 66 textos clásicos y contemporáneos del ámbito de la filosofía, la religión, la política, la literatura y la enseñanza que propone visiones contrapuestas sobre las opciones espirituales, las relaciones entre religión y política, la razón y la opresión, valores y emancipación de la laicidad y la laicidad en la escuela pública.

### Compromiso político
Comprometido en la política, Henri Peña-Ruiz es miembro del Partido de Izquierda francés fundado en 2009 por Jean-Luc Mélenchon  e hizo campaña en favor del Front de gauche pour changer d'Europe (Frente de izquierda para el cambio de Europa) durante las  elecciones europeas de 2009.
En 2019, anuncia su apoyo al Partido Comunista para las elecciones europeas.

### En francés
Libros en francés
- 1990 - Les Préaux de la République (ouvrage collectif), Minerve
- 1998 - La Laïcité, Flammarion
- 1999 - L'École, Flammarion
- 2000 - Dieu et Marianne: philosophie de la laïcité, PUF, collection Fondements de la politique (2.ª édition revue et augmentée, 2005) - Dio y la repubblica Vista previa en italiano, -Google Books-
- 2001 - La Laïcité pour l'égalité, Fayard, Mille et une nuits
- 2001 - Le Roman du monde, légendes philosophiques, Flammarion, Champs
- 2002 - con Jean-Paul Scot. Un poète en politique. Les combats de Victor Hugo. Flammarion, 2002 ISBN 978-2-08-210059-5
- 2003 - Qu'est-ce que la laïcité?, Gallimard, collection Folio actuel (2003)
- 2004 - Leçons sur le bonheur, Flammarion (2004)
- 2005 - Histoire de la laïcité. Genèse d’un idéal, Gallimard, col. «Découvertes Gallimard» (n° 470) (2005)
- 2005 - Qu'est-ce que l'école?, Gallimard, collection Folio-Essais (2005).
- 2005 - Grandes légendes de la pensée, Flammarion
- 2006 - Mémento du républicain, 'écrit à quatre mains' con André Bellon, Jérémy Mercier e Inès Fauconnier
- 2008 - Histoires de toujours: Dix récits philosophiques, Flammarion.
- 2010 - La solidarité, une urgence de toujours, Agora Éducation.
- 2011 - Qu'est-ce que la solidarité - le cœur qui pense, Éditions Abeille et Castor.
- 2012 - Entretien avec Karl Marx, Paris, Plon.
- 2012 - Marx quand même, Paris, Plon.

Artículos en francés
- 1999 - Les principes et le principe de réalité, Entretien avec Jacqueline Costa-Lascoux, Farhad Khosrokhavar et Henri Pena-Ruiz, Le Monde de l' education, ISSN 0337-9213, N.º 270, pages. 48-51

### En español
Libros en español
- 2001 - La Emancipación Laica. Filosofía de la laicidad, Ediciones Laberinto, Madrid (trad. de Dieu et Marianne: philosophie de la laïcité)
- 2002 - La laicidad, Siglo XXI Ediciones, ISBN 978-968-23-2414-7
- 2003 - Leyendas filosóficas, Ediciones del Laberinto, ISBN 978-84-8483-039-9
- 2009 - Antología laica. 66 textos comentados para comprender el laicismo, (con César Tejedor de la Iglesia), Ediciones Universidad de Salamanca, ISBN 978-84-7800-294-8[12]

Artículos en español
- 2001 - La emancipación laica: filosofía de la laicidad, Henri Peña-Ruiz, Madrid: Ediciones del Laberinto, ISBN 84-8483-014-4
- 2002 - La política en Victor Hugo: cartas a España, Cuba y México, con Henri Jean Paul Scot, Madrid: Ediciones del Laberinto, ISBN 84-8483-128-0
- 2004 - Leyendas filosóficas, Madrid: Ediciones del Laberinto, ISBN 84-8483-039-X
- 2004 - Tras el velo. Laicismo y justicia social, palancas de la emancipación, El Monde Diplomatique, febrero de 2004, -en Redeseducacion.net-
- 2005 - La laicidad como principio fundamental de concordia, basada sobre la libertad de conciencia y la igualdad, en Interculturalidad y educación en Europa, Coord. por José María Contreras Mazarío, Gustavo Suárez Pertierra, ISBN 84-8456-316-2, pags. 333-348
- 2006 - El laicismo como ideal, Letra internacional, ISSN 0213-4721, N.º 90, pags. 27-38
- 2006 - La emancipación laica: principios y valores. Eikasia: revista de filosofía, ISSN 1885-5679, N.º. 7

- 2007 - Re-edición: La emancipación laica: principios y valores, Eikasia: revista de filosofía, ISSN 1885-5679, N.º. 9

- 2008 - Los retos del laicismo y su futuro, Revista internacional de filosofía política, ISSN 1132-9432, N.º 31, pags. 199-218

## Premios
- 2000 - Prix de l'instruction publique por su libro Dieu et Marianne: philosophie de la laïcité